# أليسون برينان
أليسون برينان (بالإنجليزية: Allison Brennan)‏ (29 سبتمبر 1969، إلك غروفي في الولايات المتحدة)؛ كاتِبة وروائية أمريكية.